# Chiesa di San Lorenzo Martire (Torrebelvicino)
La chiesa di San Lorenzo Martire è la parrocchiale di Torrebelvicino, in provincia e diocesi di Vicenza; fa parte del vicariato di Arsiero-Schio.

## Storia
In origine la chiesa turritana era filiale della pieve di Santa Maria, ma è menzionata con il titolo di parrocchiale già nelle Rationes decimarum del 1297.

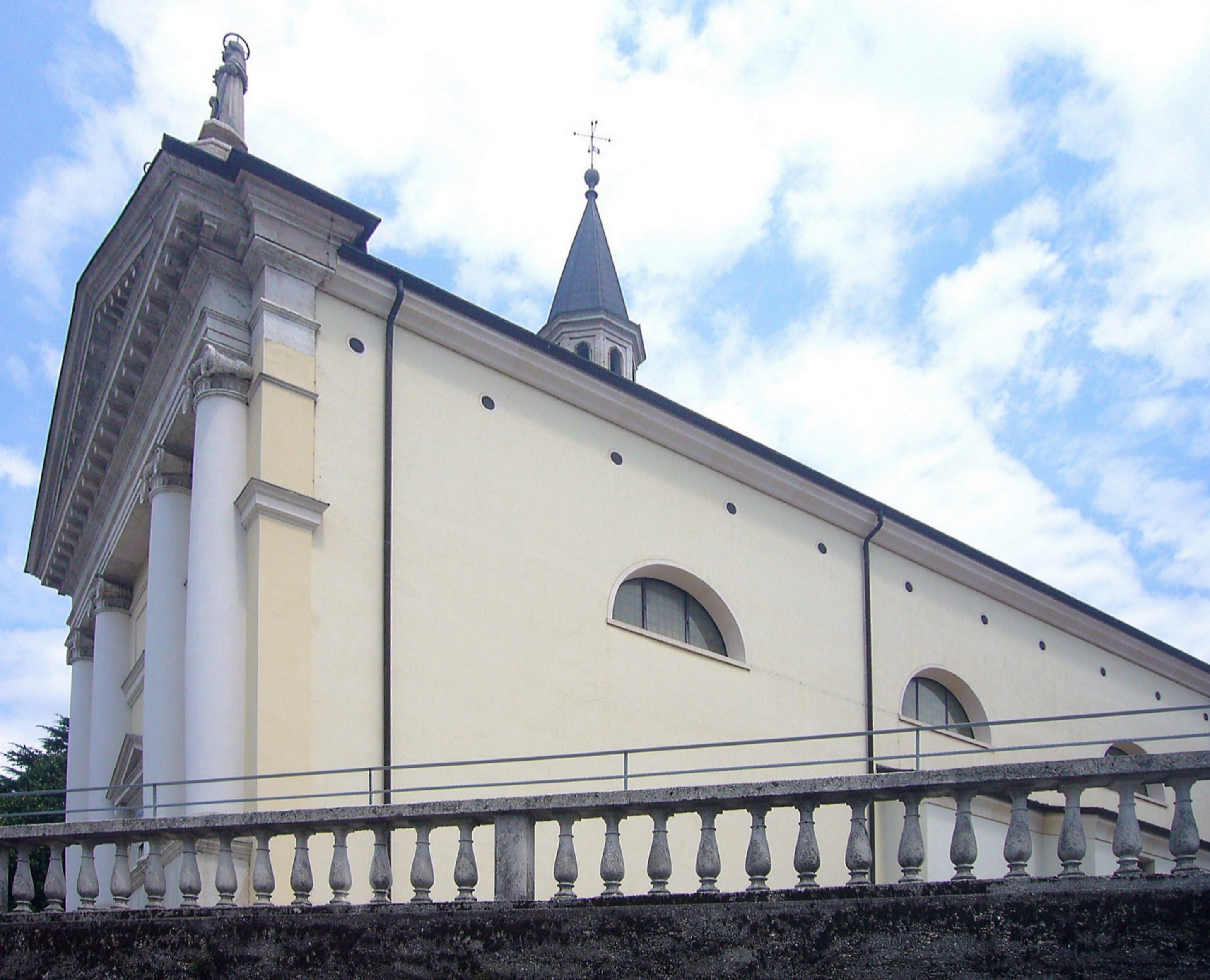
La chiesa vista dalla strada che scende verso il Leogra

L'edificio venne interessato da un rifacimento e ampliamento nel XV secolo, per poi essere consacrato il 14 ottobre 1505 dal vescovo di Veglia Donato della Torre.
Nella seconda metà del XIX secolo la parrocchiale fu ricostruita in stile neoclassico e tra il 1889 e il 1906 si procedette all'edificazione della nuova torre campanaria in sostituzione di quella antica quattrocentesca.
Nel 1904 venne rifatto il presbiterio, mentre poi il 9 settembre dell'anno successivo il vescovo Antonio Feruglio celebrò la consacrazione della chiesa.
Tra il 1993 e il 1995 si provvide a restaurare sia la parrocchiale che la torre campanaria; in questa occasione, nel 1994 venne eseguito l'adeguamento liturgico in ossequio alle norme postconciliari.
Nel 2007 fu condotta una nuova ristrutturazione del campanile.

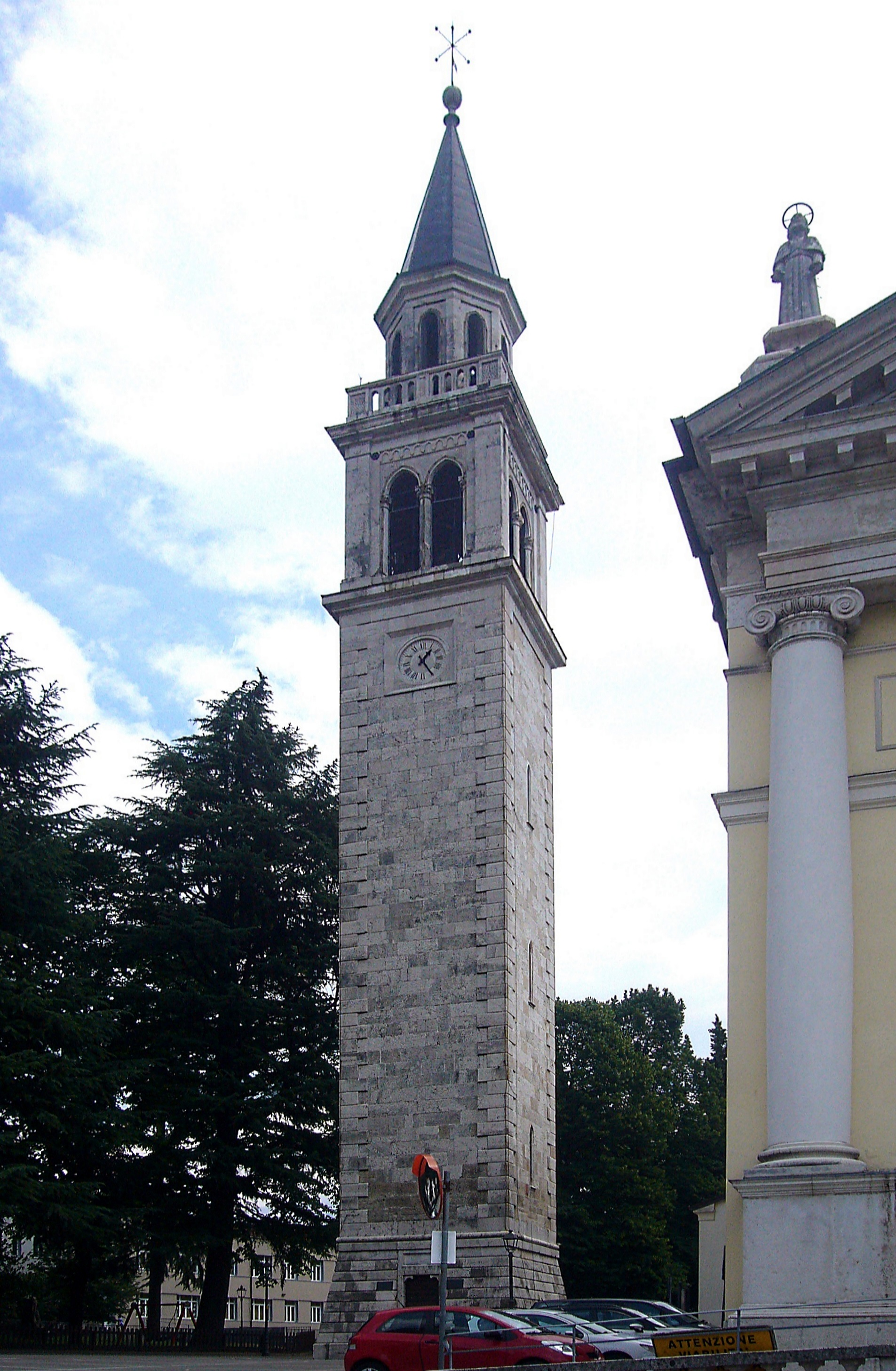
Il campanile

## Descrizione

### Esterno
La facciata a capanna della chiesa, rivolta a occidente e tripartita da quattro semicolonne ioniche poggianti su un alto basamento e sorreggenti la trabeazione e il frontone dentellato, presenta centralmente il portale d'ingresso timpanato e sopra tre specchiature.
Ad alcuni metri dalla parrocchiale si erge su un alto basamento a scarpa il campanile a pianta quadrata, progettato da Giovanni Battista Saccardo; la cella presenta su ogni lato una bifora ed è coronata dalla guglia piramidale poggiante sul tamburo a base ottagonale. Il campanile ospita 5 campane in Re3 (Re3, Mi3, Fa#3, Sol3, La3) elettrificate alla veronese. Le 3 campane maggiori sono opera della ditta veronese Chiappani, anno 1843, le 2 minori furono aggiunte nel 2010 dalla fonderia Grassmayr di Innsbruck (A). Il campanone pesa 1100 kg.

### Interno
L'interno dell'edificio si compone di un'unica navata, sulla quale si affacciano le cappelle laterali, introdotte da archi a tutto sesto, e le cui pareti sono scandite da lesene sorreggenti il cornicione aggettante sopra il quale si imposta la volta a botte; al termine dell'aula si sviluppa il presbiterio, rialzato di alcuni gradini e chiuso dall'abside con gli angoli smussati.